# David King (Leichtathlet)
David King  (* 13. Juni 1994 in Plymouth) ist ein britischer Hürdenläufer, der sich auf den 110-Meter-Hürdenlauf spezialisiert hat.

## Sportliche Laufbahn
Erste internationale Erfahrungen sammelte David King im Jahr 2013, als er bei den Junioreneuropameisterschaften in Rieti das Halbfinale über 110 m Hürden erreichte, dort aber nicht mehr an den Start ging. 2015 belegte er bei den U23-Europameisterschaften in Tallinn in 13,90 s den vierten Platz und im Jahr darauf schied er bei den Europameisterschaften in Amsterdam mit 13,54 s im Semifinale aus. 2017 kam er bei den Halleneuropameisterschaften in Belgrad mit 7,70 s nicht über die erste Runde im 60-Meter-Hürdenlauf hinaus und im August schied er bei den Weltmeisterschaften in London mit 13,67 s im Vorlauf aus. Im Jahr darauf schied er bei den Hallenweltmeisterschaften in Birmingham mit 7,70 s im Semifinale über 60 m Hürden aus und kurz darauf kam er bei den Commonwealth Games im australischen Gold Coast mit 13,74 s nicht über die Vorrunde hinaus. Im August erreichte er bei den Europameisterschaften in Berlin das Halbfinale und schied dort mit 13,55 s aus.
2019 schied er bei den Halleneuropameisterschaften in Glasgow mit 7,71 s im Halbfinale über 60 m Hürden aus und im Jahr darauf wurde er bei der Doha Diamond League in 13,54 s Dritter und platzierte sich damit erstmals unter den Top drei bei einem Meeting der Diamond League. 2021 siegte er in 13,37 s bei den Paavo Nurmi Games und nahm dann an den Olympischen Sommerspielen in Tokio teil und schied dort mit 13,67 s im Semifinale aus. Im Jahr darauf belegte er bei den Hallenweltmeisterschaften in Belgrad in 7,62 s den sechsten Platz und im Mai siegte er in 13,54 s beim Orange County Classic, ehe er im Juli bei den Weltmeisterschaften in Eugene mit 13,51 s im Halbfinale ausschied. Auch bei den Europameisterschaften in München schied er mit 13,73 s im Semifinale aus. 2023 belegte er bei den Halleneuropameisterschaften in Istanbul in 7,71 s den siebten Platz über 60 m Hürden und im Jahr darauf schied er bei den Hallenweltmeisterschaften in Glasgow mit 7,65 s im Semifinale aus.
In den Jahren 2017, 2019 und 2020 wurde King britischer Meister im 110-Meter-Hürdenlauf und 2019, 2020 und 2023 wurde er Hallenmeister über 60 m Hürden.

## Persönliche Bestzeiten
- 110 m Hürden: 13,37 s (−0,1 m/s), 8. Juni 2021 in Turku
  - 60 m Hürden (Halle): 7,57 s, 2. März 2022 in Madrid